# Barcassa

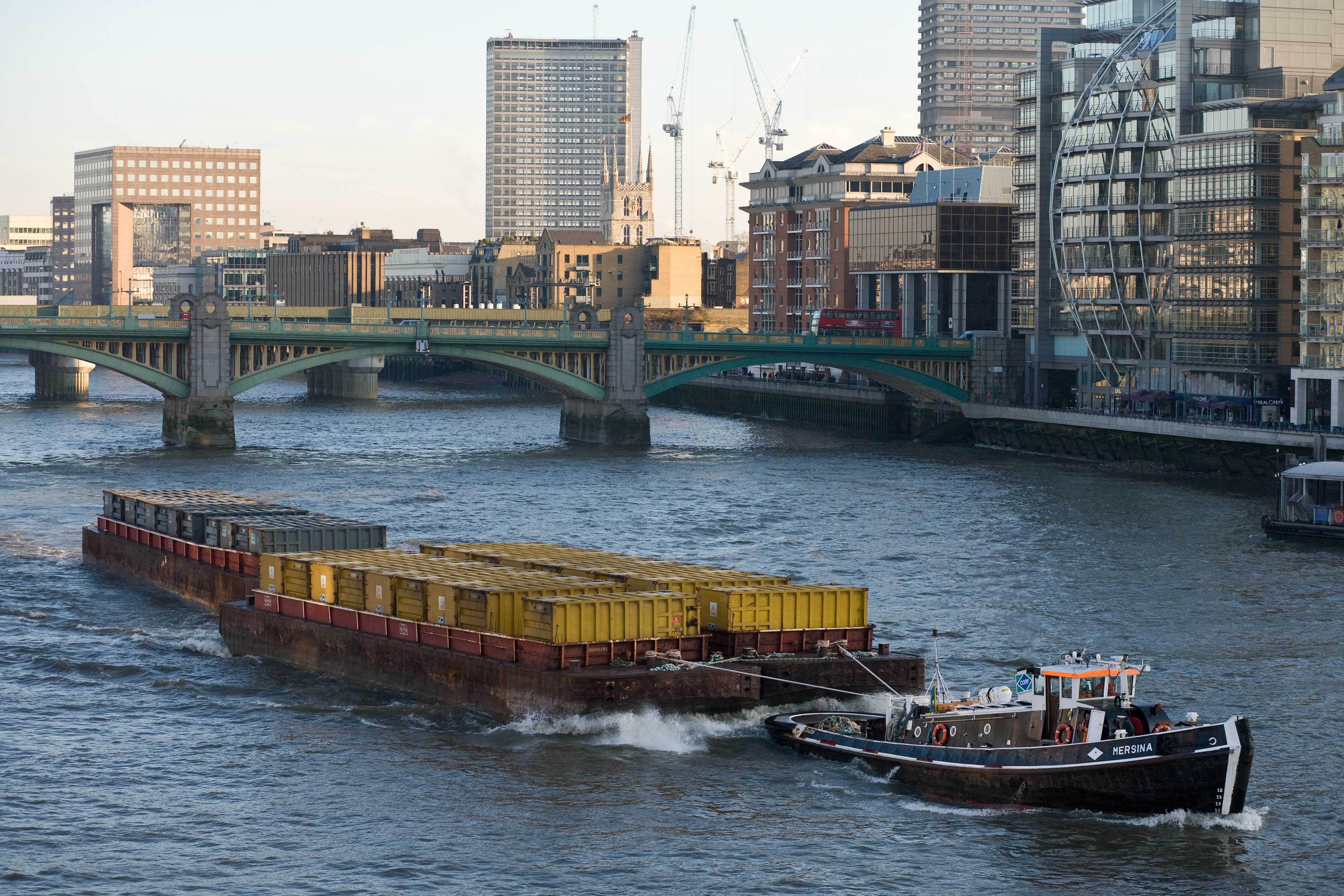
Barcasses remolcades per un remolcador al riu Tàmesi a Londres, Anglaterra, Regne Unit

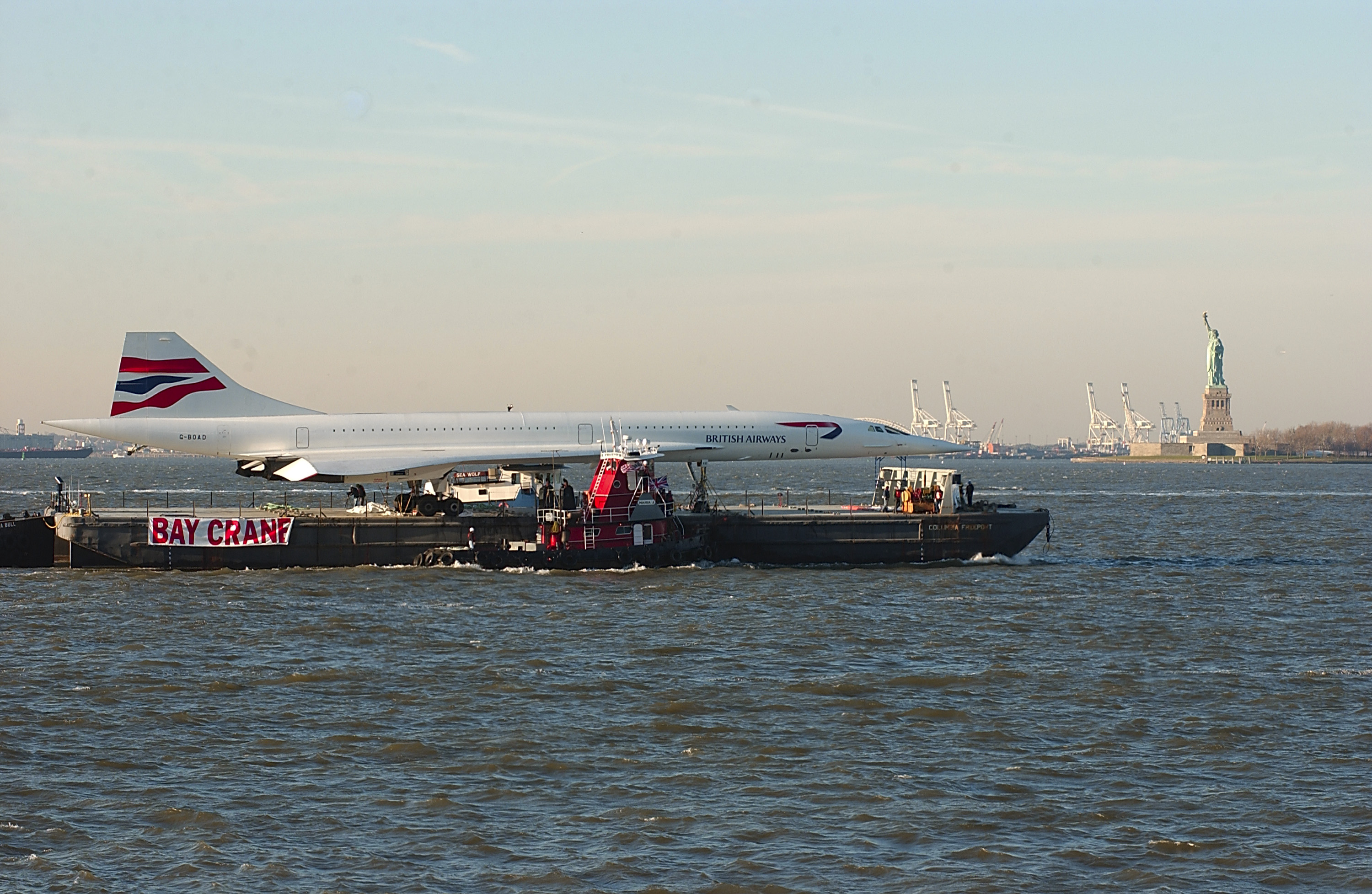
Un Concorde de British Airways remolcat a la ciutat de Nova York, EUA. Està en una barcassa de coberta.

Una barcassa és una embarcació de dimensions notables, cobertada, de dues proes, concebuda per a romandre en aigües tranquil·les i sense propulsió pròpia. Es pot emprar per al transport fluvial o transport marítim de mercaderies i passatgers entre costes properes.
El seu fons pla facilita la seva encallada en platges de sorra, no requerint molls o embarcadors per a la càrrega o descàrrega. El seu ús és molt comú a les regions illenques, per al transport de persones i de materials, donada les poques instal·lacions portuàries que hi ha en algunes localitats. Són molt pràctiques en els llocs on un vaixell atracat necessita descarregar per ambdós costats.
Una barcasssa no s'ha de confondre amb una gavarra, poc llarga, sense gaires costelles iguals i més ampla; o amb una llanxassa, sense la popa tallada i sempre cobertada.

## Característiques
Una barcassa de riu pot ser tancada o oberta, i s'utilitza per al transport de qualsevol tipus de càrrega per vies navegables interiors.
La seva capacitat de càrrega és de 600 a 10.000 tones (i més), solen tenir un timó, equip d'amarra i estades pels mariners. L'espai de càrrega pot ser mono o multipart, com és el cas de les barcasses que transporten líquids (barcassa-tanc). Les barcasses més antigues estaven construïdes amb fusta, eren tirades per ramaderia i, sovint, també persones, com a Els barquers del Volga a Rússia.
Des de finals del segle xviii, estan construïts a partir d'una barreja de ferro i fusta, i les seves embarcacions són vaixells de vapor, i avui es construeixen d'acer.
Tradicionalment eren anomenats segons la seva finalitat, així com els "petroliers" transportaven petroli, gasolina, aigua, vi, melassa i altres líquids, "fustes" els que transportaven fusta, i "areners" de sorra i grava que eren dragats del llit del riu. Amb aquest tipus de barcassa, hi ha un tipus especial: "clapet" (sanker), el fons del qual es podia obrir i, per tant, se sacsejava la càrrega.
La barcassa de tipus tancat amb tancs laterals, utilitzada en obres d'hidrotècnica; buidant aigua als tancs d'una banda: la barcassa s'inclinaria tant que tota la càrrega lliscaria dins l'aigua.
En el passat, cada riu tenia el seu tipus de barcassa. Com que els rius estan interconnectats per canals, s'ha desenvolupat un tipus unificat, on la mida depèn de les dimensions de la constitució per on han de passar i de la profunditat de l'aigua al llit del riu.
Les barcasses de mar s'utilitzen amb més freqüència en els ports. La barcassa sense coberta de tipus obert al port s'utilitza per al transport de carbó o una altra càrrega a granel al voltant del port. Una barcassa marítima tancada s'utilitza per al magatzem de mercaderies al voltant del port, però de vegades també per al transport de mercaderies per mar.
Els rius i llacs han exercit durant molt de temps un paper important en el transport de càrrega a granel, com carbó a Alemanya, els Països Baixos, França, Bèlgica, Canadà i Estats Units d'Amèrica.
Els costos del transport per barcasses depenien del nombre que podia ser remolcat per un remolcador, que al seu torn depenia de les dimensions de la via fluvial. Així, fins a 20 - 25 barcasses, i al Mississippi inferior 25 - 35 barcasses. Cada barcassa tenia una capacitat de fins a 1.500 tones. Com que les vies fluvials solien ser circulars, el transport i el lliurament eren lents, però molt econòmics.
Les grues muntades en barcasses s'utilitzen per carregar i descarregar mercaderies. La timonera i les cabines de la tripulació estan muntades a la popa. Les barcasses són elements bàsics del transport fluvial de mercaderies. La capacitat de càrrega, la mida i el calat de les barcasses estan limitats per la disponibilitat de vies fluvials.
Així, al riu Rin poden navegar barcasses de més de 2.000 tdw, a la zona de navegació del Volga-Kama hi ha barcasses de més de 3.000 tdw, i al Danubi amb una capacitat de càrrega màxima de 2.000 tdw poden navegar a Jos.

## Història

### Etimologia
El terme està testimoniat des de 1300 del francès antic barge, que prové del llatí vulgar barga. La paraula originàriament podia referir-se a qualsevol petit vaixell; el significat modern va sorgir cap al 1480. El significat més precís de Bricbarca com a "veler de tres pals" va sorgir al segle XVII i sovint pren l'ortografia francesa. Tots dos probablement deriven del llatí barica, del grec baris "barca egipcia", del copte bari "barca petita", del jeroglífic egipci i similar ba-yr per a "barca en forma de cistella". Per extensió, el terme "embarcar" significa literalment pujar al tipus de vaixell anomenat "barca".

### Barcassa britànica

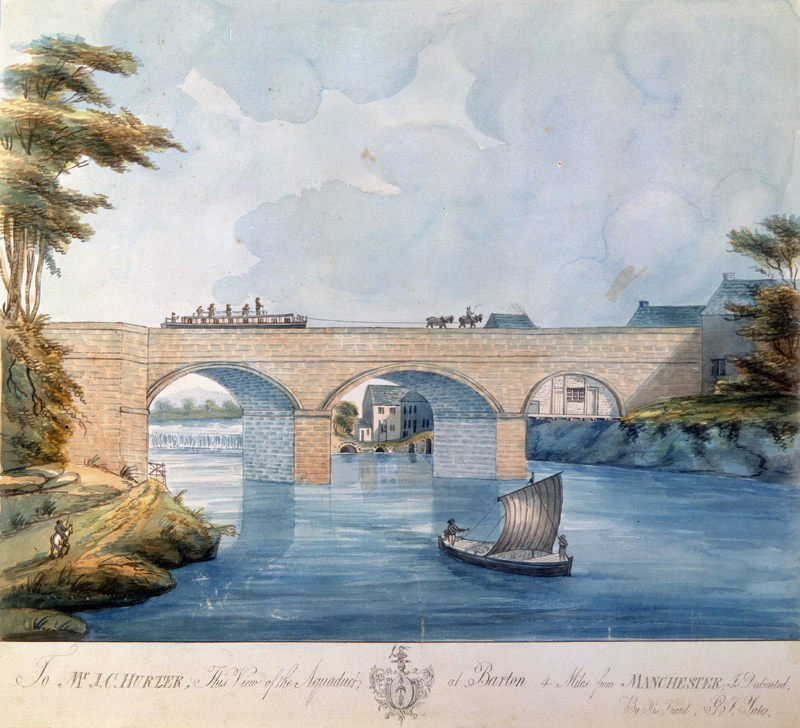
Barcassa fluvial sota l'aqüeducte de Barton c. 1793

A Gran Bretanya, una barcassa mercant era originalment un vaixell mercant de fons pla per utilitzar-se en rius navegables. La majoria d'aquestes barcasses tenien veles. Per al trànsit al riu Severn, la barcassa es va descriure com: Els menors s'anomenen barcasses i fragates, que tenen de quaranta a seixanta peus de llarg, tenen un sol pal i una vela quadrada, i transporten de vint a quaranta tones de càrrega. Al riu Irwell hi havia referència a barcasses que passaven per sota de l'aqüeducte de Barton amb el pal i les veles sense plegar. Les barcasses del Tàmesi eren anomenades barcasses del país de l'oest.
Les persones que traslladaven barcasses eren conegudes com a encendeors. Els pals s'utilitzen a les barcasses per defensar-se d'altres vaixells propers o un moll. El pal llarg que s'utilitza per maniobrar o propulsar una barcassa ha donat lloc a la dita "No tocaria aquell [assumpte/cosa] amb un pal de barcassa".
Als Estats Units, una barcassa no era un vaixell de vela a finals del segle xix. De fet, les barcasses sovint eren creades per talar vaixells de vela.

### Barcassa moderna

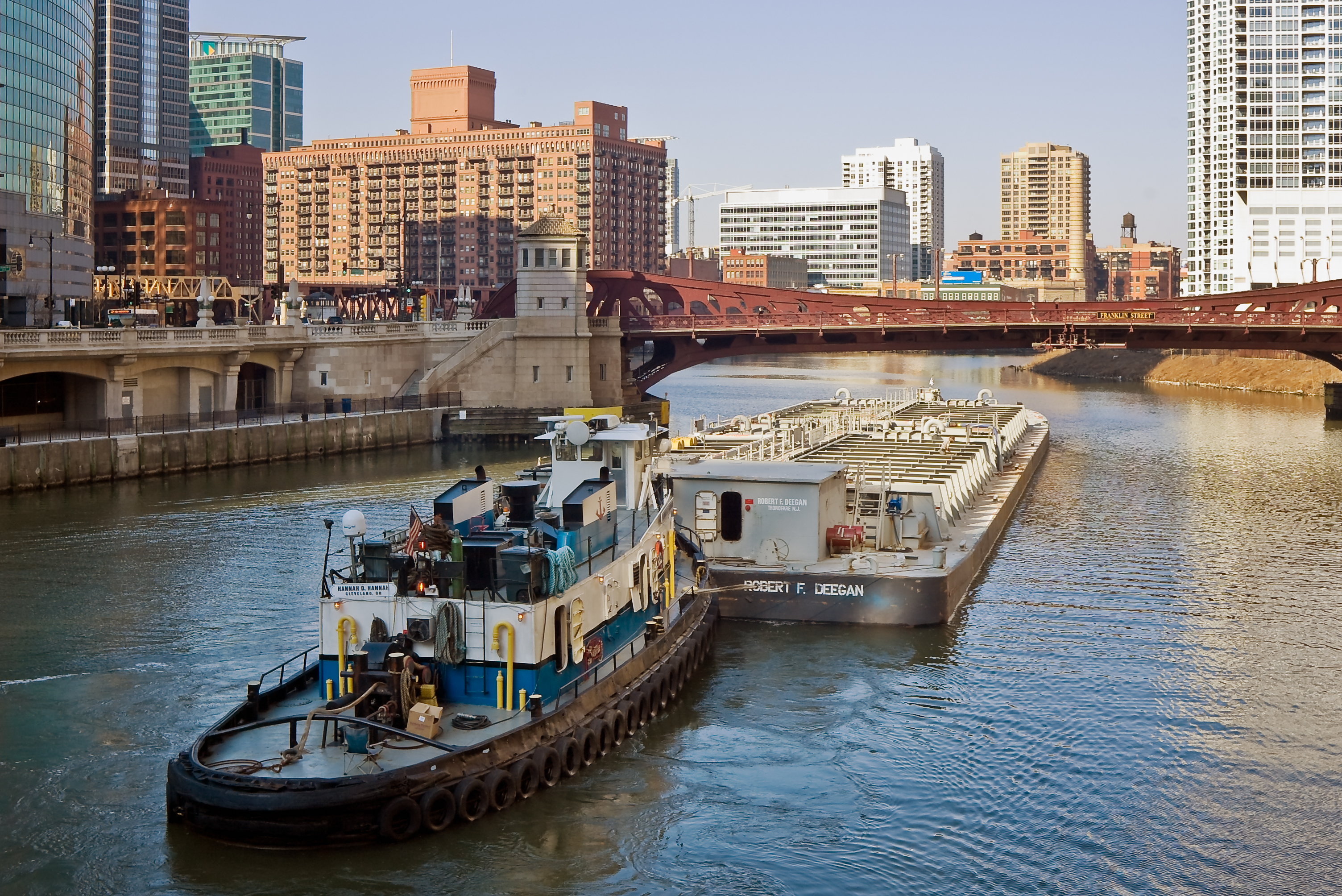
Remolcador empenyent una barcassa al riu Chicago

La innovació que va donar lloc a la barcassa moderna va ser l'ús de barcasses de ferro remolcades per un remolcador de vapor. Aquests es van fer servir primer per transportar cereals i altres productes a granel. Des de 1840 fins a 1870, la barcassa de ferro remolcada es va introduir ràpidament al Rin, Danubi, Don, Dnièster i rius d'Egipte, Índia i Austràlia. Moltes d'aquestes barcasses es van construir a Gran Bretanya.
Les barcasses s'utilitzen al segle XXI per transportar articles a granel de baix valor, ja que el cost de transportar mercaderies d'aquesta mena és molt baix. Les barcasses també s'usen per a articles molt pesats o voluminosos; una barcassa americana típica mesura 58x11 metres, i pot transportar fins a unes 1.400 tones de càrrega. Les barcasses europees més comunes mesuren 77x11 metres i pot transportar fins a unes 2.700 tones.

## Barcasses als Estats Units

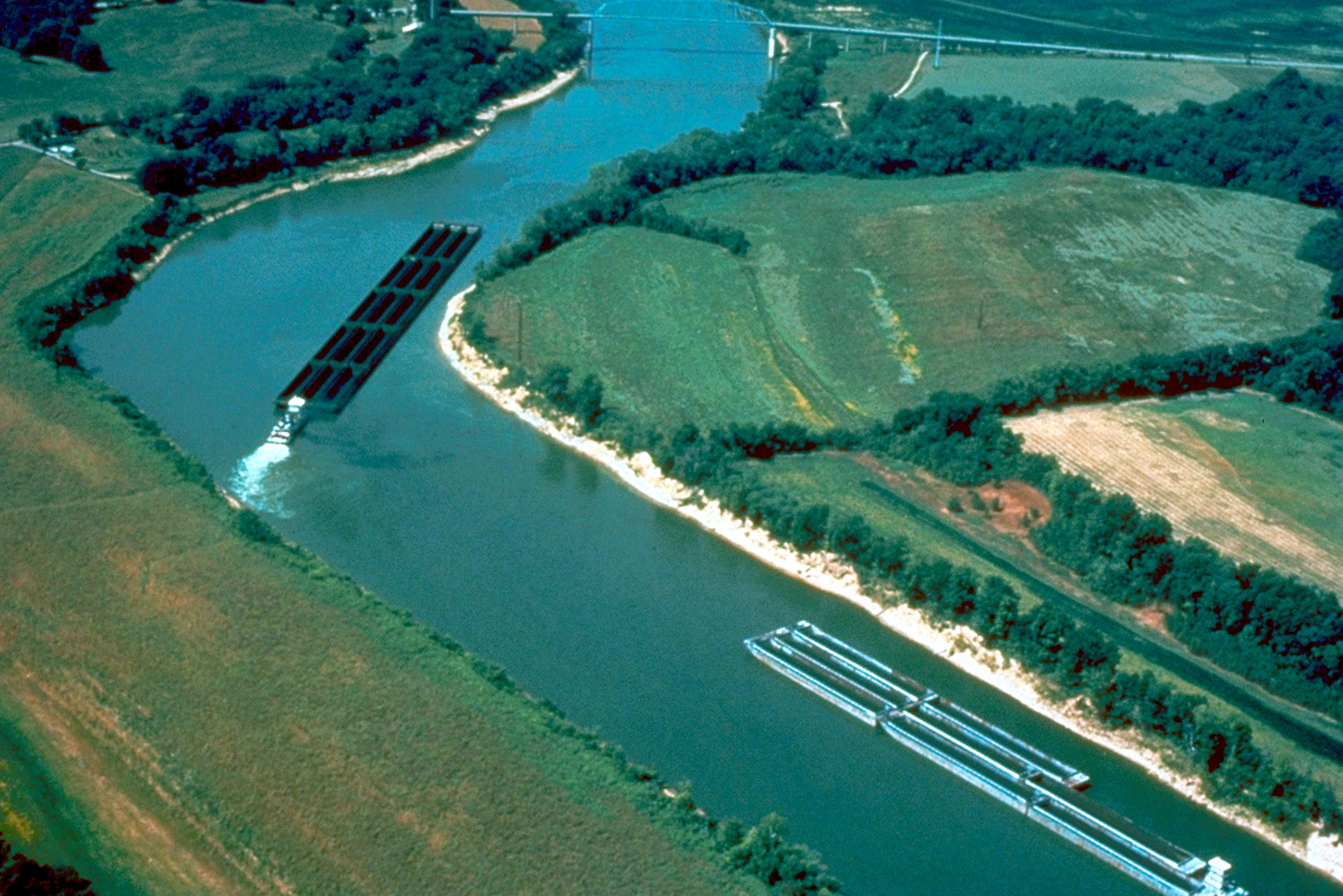
Múltiples barcasses empeses en una corba tancada del riu Cumberland.

En temps anteriors al desenvolupament industrial, al ferrocarril ia les carreteres, les barcasses eren el mitjà de transport interior predominant i més eficaç a moltes regions. Això segueix sent cert avui dia a moltes zones del món.
En aquestes regions preindustrialitzades o amb infraestructures poc desenvolupades, moltes barcasses estan dissenyades per ser impulsades a les vies fluvials per llargues i primes perxes, per la qual cosa es coneixen a les vies fluvials americanes com a vaixells de perxa, ja que l'extens oest d'Amèrica del Nord es va poblar utilitzant els vasts sistemes fluvials tributaris de la conca del riu Mississipí. Els vaixells de perxa utilitzen la força muscular dels "caminants" al llarg dels costats de l'embarcació empenyent una perxa contra el llit del riu, el canal o el fons del llac per moure l'embarcació on es vulgui. En la colonització de l'oest americà era generalment més ràpid navegar riu avall des de Brownsville, Pennsilvània, fins a la confluència del riu Ohio amb el Mississipí després remar riu amunt contra el corrent fins a San Luis que viatjar per terra en els escassos camins de terra primitius durant moltes dècades després de la Revolució americana.
Una vegada que els ferrocarrils New York Central and Hudson River Railroad No. 999 New York Central i Pennsilvània van arribar a Chicago, aquesta dinàmica temporal va canviar, i els vaixells de perxa nord-americans es van tornar menys comuns, relegats als rius més petits i als corrents més remots. Avui dia, en el sistema fluvial del Mississipí, així com en altres vies navegables protegides, el trànsit de barcasses industrials de matèries primeres a granel, com el carbó, el coc, la fusta, el mineral de ferro i altres minerals, és extremadament comú; al món desenvolupat s'utilitzen enormes barcasses de càrrega que es connecten en grups i trens de barcasses de manera que permeten volums de càrrega i pesos considerablement més grans que els utilitzats pels pioners dels sistemes i mètodes moderns de barcasses a la època victoriana.

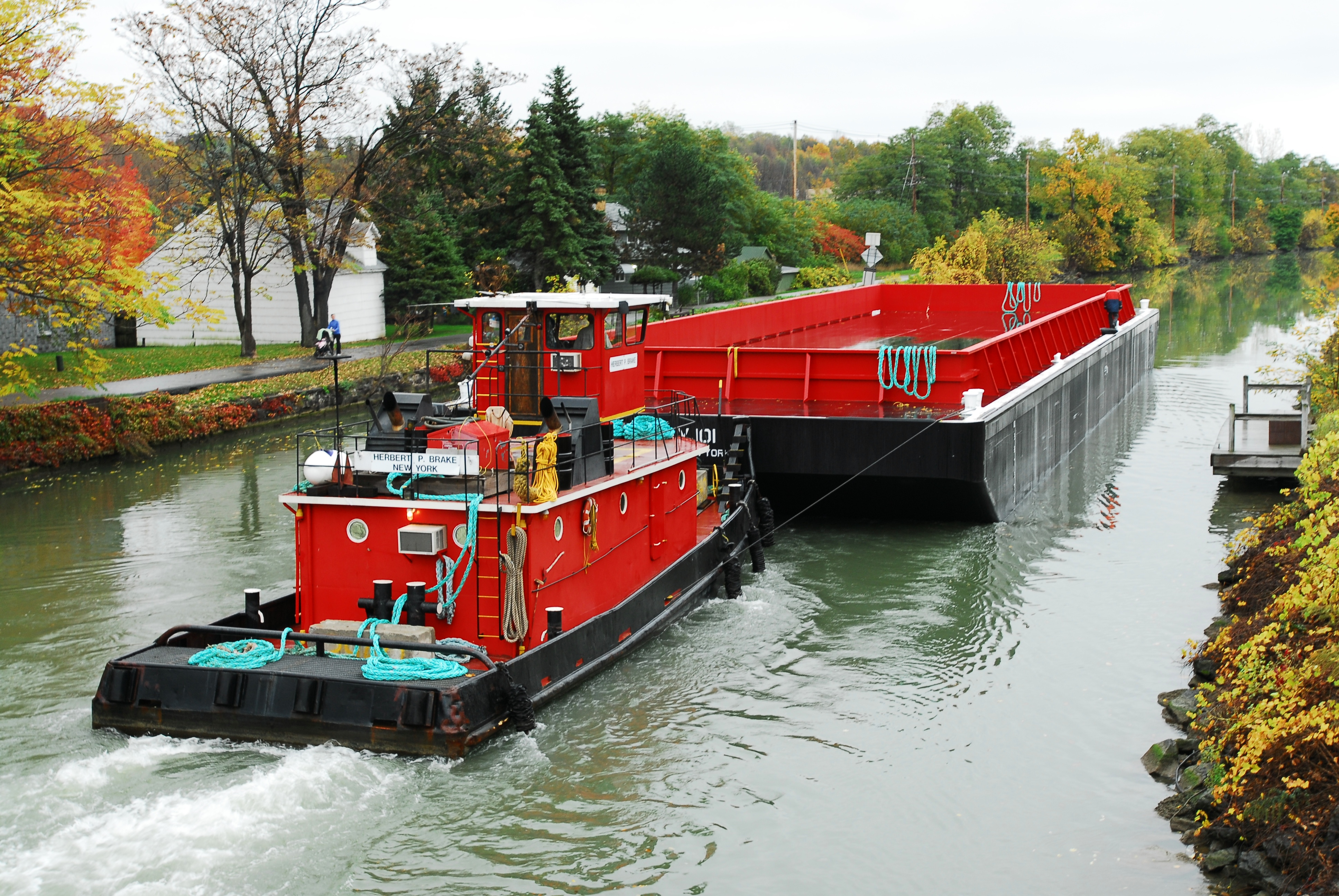
Llanxa de remolc Herbert P. Brake de Nova York empeny una nova barcassa cap a l'est al canal Erie a Fairport, Nova York, Estats Units.

Aquestes barcasses han de ser remolcades o empeses per remolcadors. Les barcasses dels canals, remolcades per animals de tir en un camí de sirga adjacent a la via fluvial, van tenir una importància fonamental en els inicis de la Revolució Industrial, els principals projectes d'enginyeria inicials dels quals van ser els esforços per construir viaductes o aqüeductes navegables i, sobretot, canals per proveir de combustible i matèries primeres a les naixents fàbriques en el primer enlairament industrial (segle xviii) i portar les seves mercaderies als ports i les ciutats per a la seva distribució.
El sistema de barcasses i canals va competir favorablement amb els ferrocarrils en els inicis de la Revolució Industrial abans de la dècada de 1850–1860. Per exemple, els historiadors econòmics atribueixen al Canal d'Erie a l'estat de Nova York l'impuls de creixement necessari perquè la ciutat de Nova York eclipsés a Filadèlfia com a port i ciutat més gran. dels Estats Units, però aquests sistemes de canals, amb les seves rescloses, però aquests sistemes de canals amb les seves rescloses, la seva necessitat de manteniment i dragatge, les seves bombes i els seus problemes sanitaris història del sistema de canals britànic van acabar sent superats pel ferrocarril en el transport d'articles d'alt valor a causa de la major velocitat, la reducció de costos i la flexibilitat de les rutes del transport ferroviari. No obstant això, els sistemes de barcasses i canals van tenir una gran importància econòmica, potser fins i tot la principal, fins després de la Primera Guerra Mundial a Europa, especialment en les nacions més desenvolupades dels Països Baixos, França, Alemanya i, sobretot, a Gran Bretanya, que més o menys van fer seu el sistema.
En l'actualitat, els equips especials construïts a mida, anomenats barcasses modulars, s'utilitzen àmpliament en la prospecció, la cartografia, l'estesa i el soterrament de cables de fibra òptica submarins a tot el món i altres serveis de suport.

## Tipus
Existeixen diferents tipus segons la seva àrea de navegació i tipus de càrrega:
- Barcasses oceàniques, dedicades al tranport en alta mar de mercaderies de poc valor (fusta, metall, etc.).
- Barcasses petrolieres, emprades per al transport de plataformes petrolieres o materials de muntatge.
- Barcasses fluvials, molt utilitzades als rius del centre d'Europa i als Estats Units, es fa servir per al tranport de mercaderies.

## Galeria

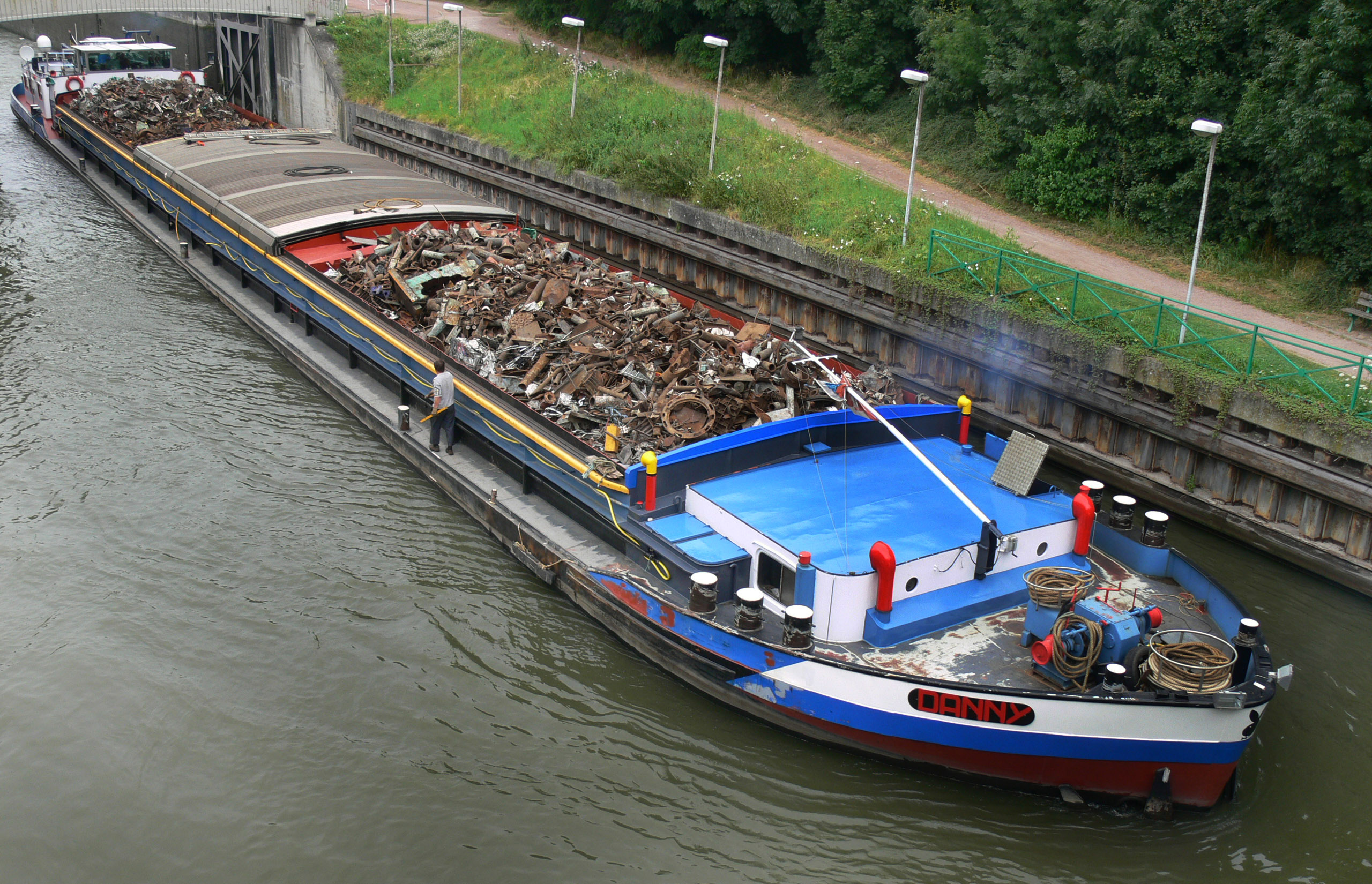
Una barcassa autopropulsada que transporta material de reciclatge al canal Deûle a Lambersart, França
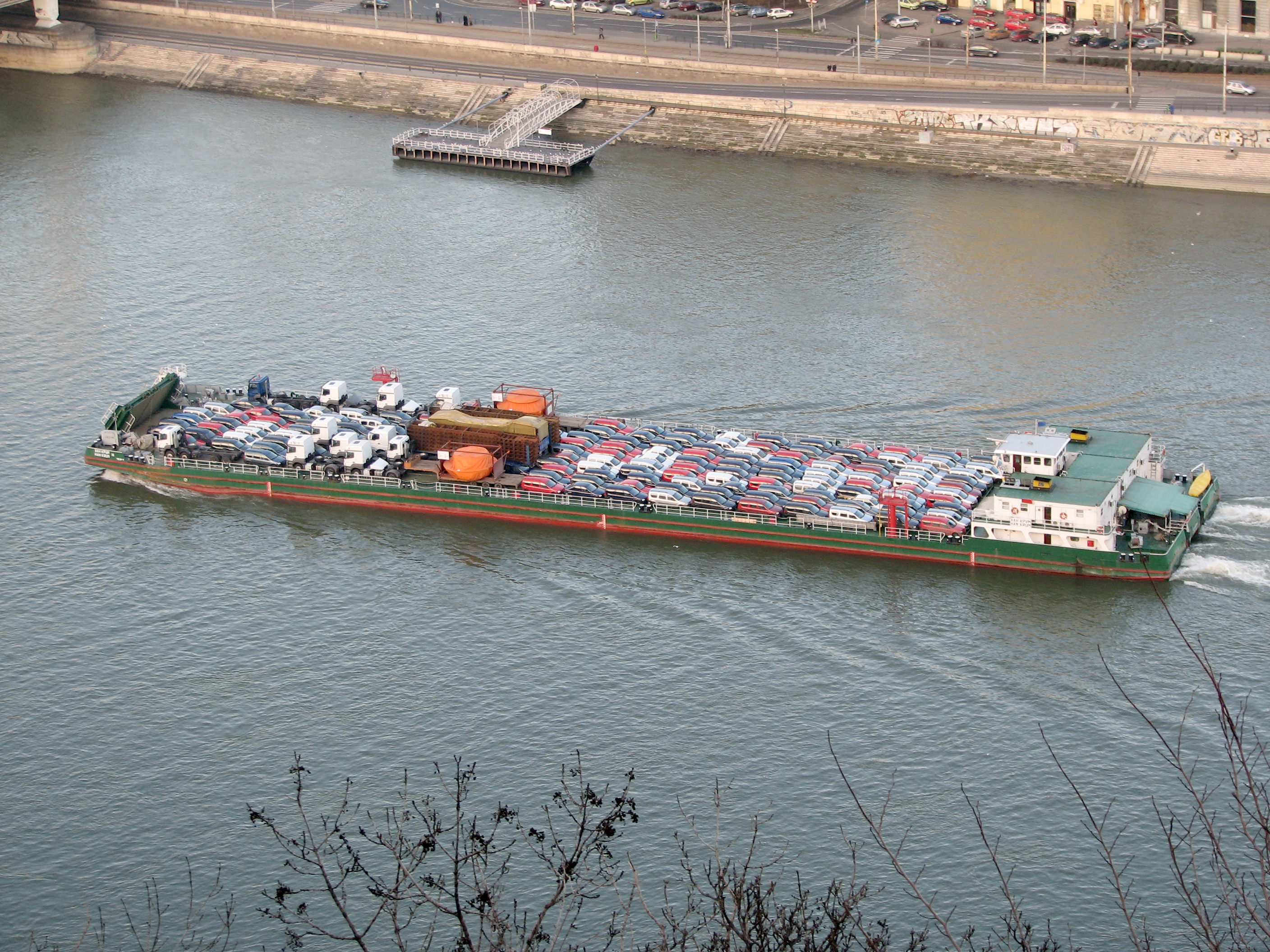
Barcassa de cotxes autopropulsats al riu Danubi
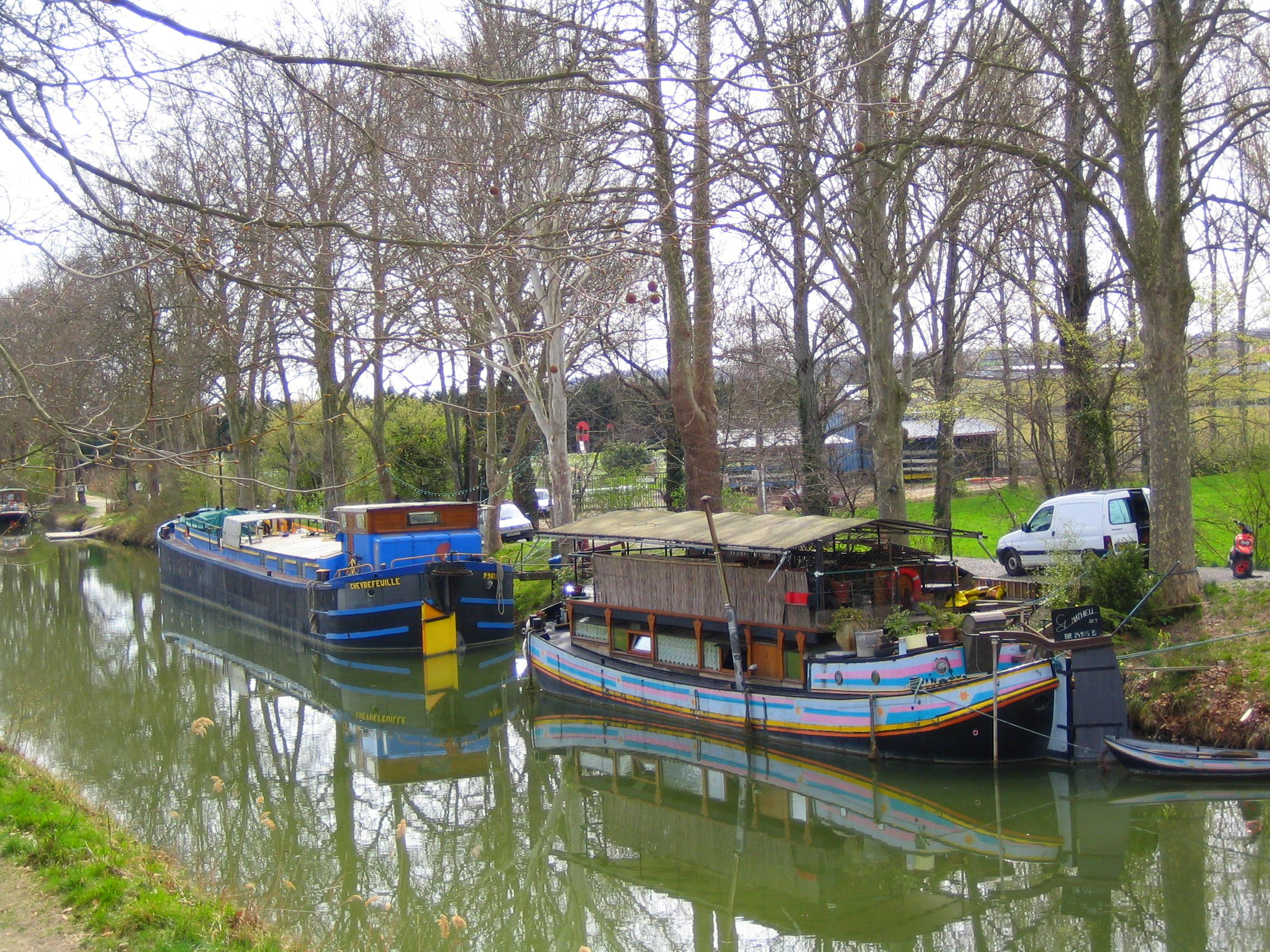
Barcasses a prop de Tolosa de Llenguadoc, França
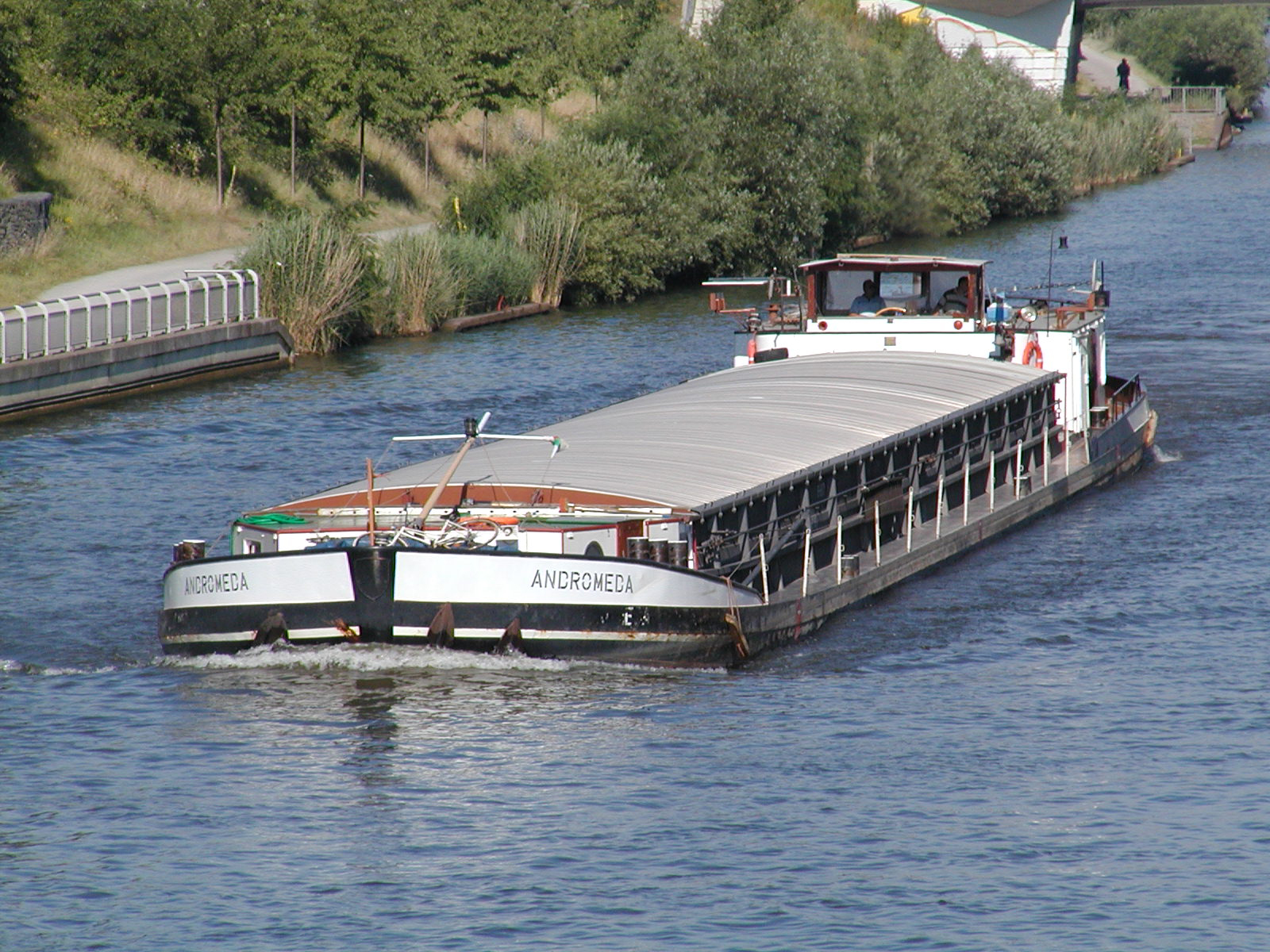
Barcassa autopropulsada Andròmeda al canal de Hanover, Alemanya
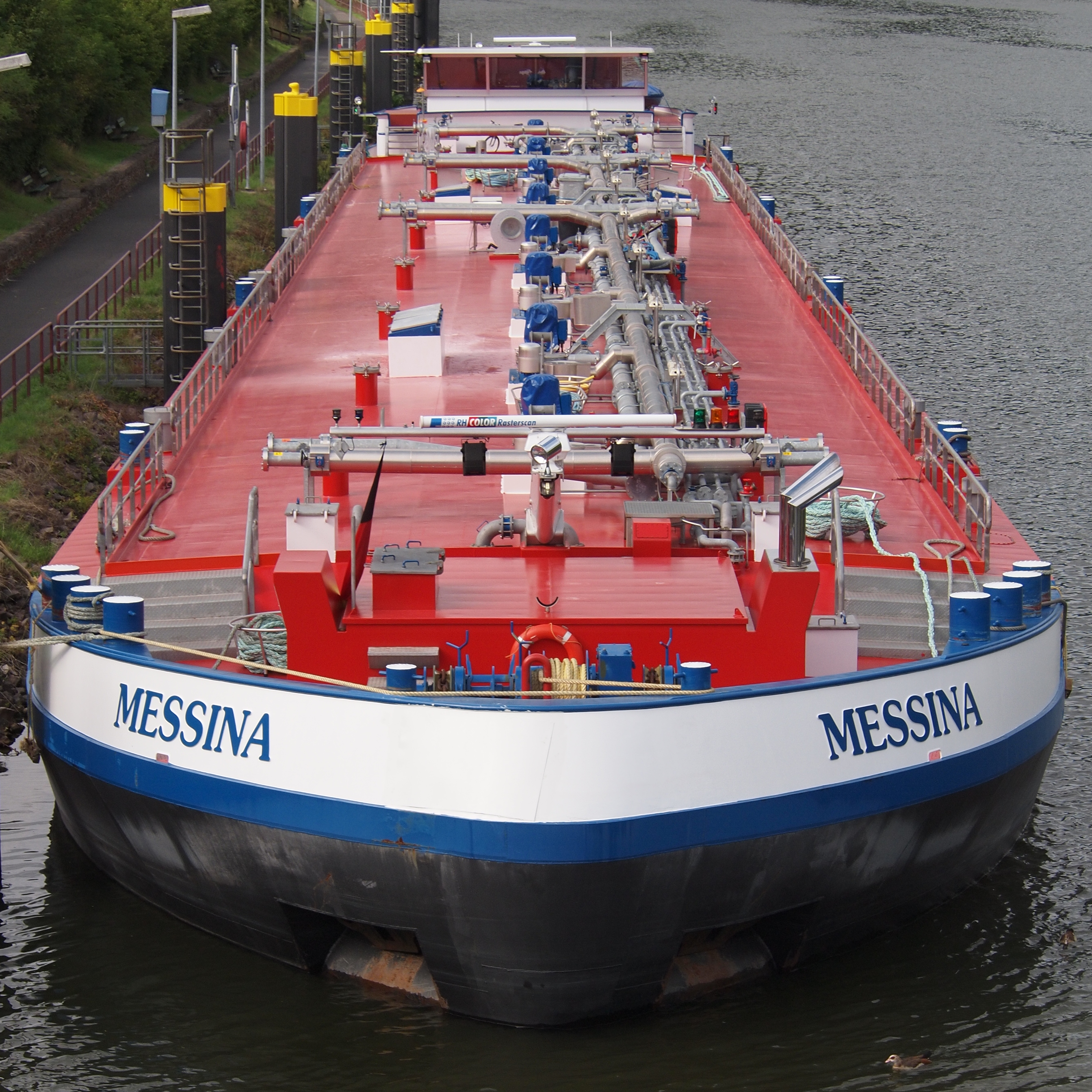
Barcassa tanc al riu Mosel·la, Alemanya
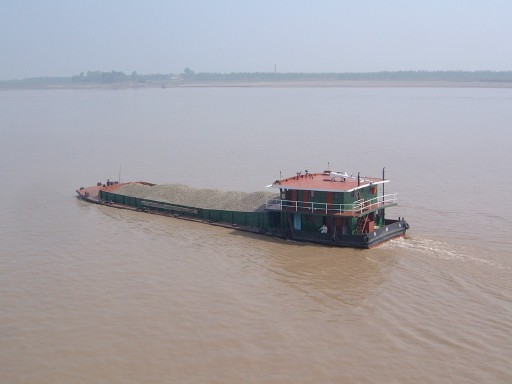
Barcassa autopropulsada que transporta pedra triturada a granel
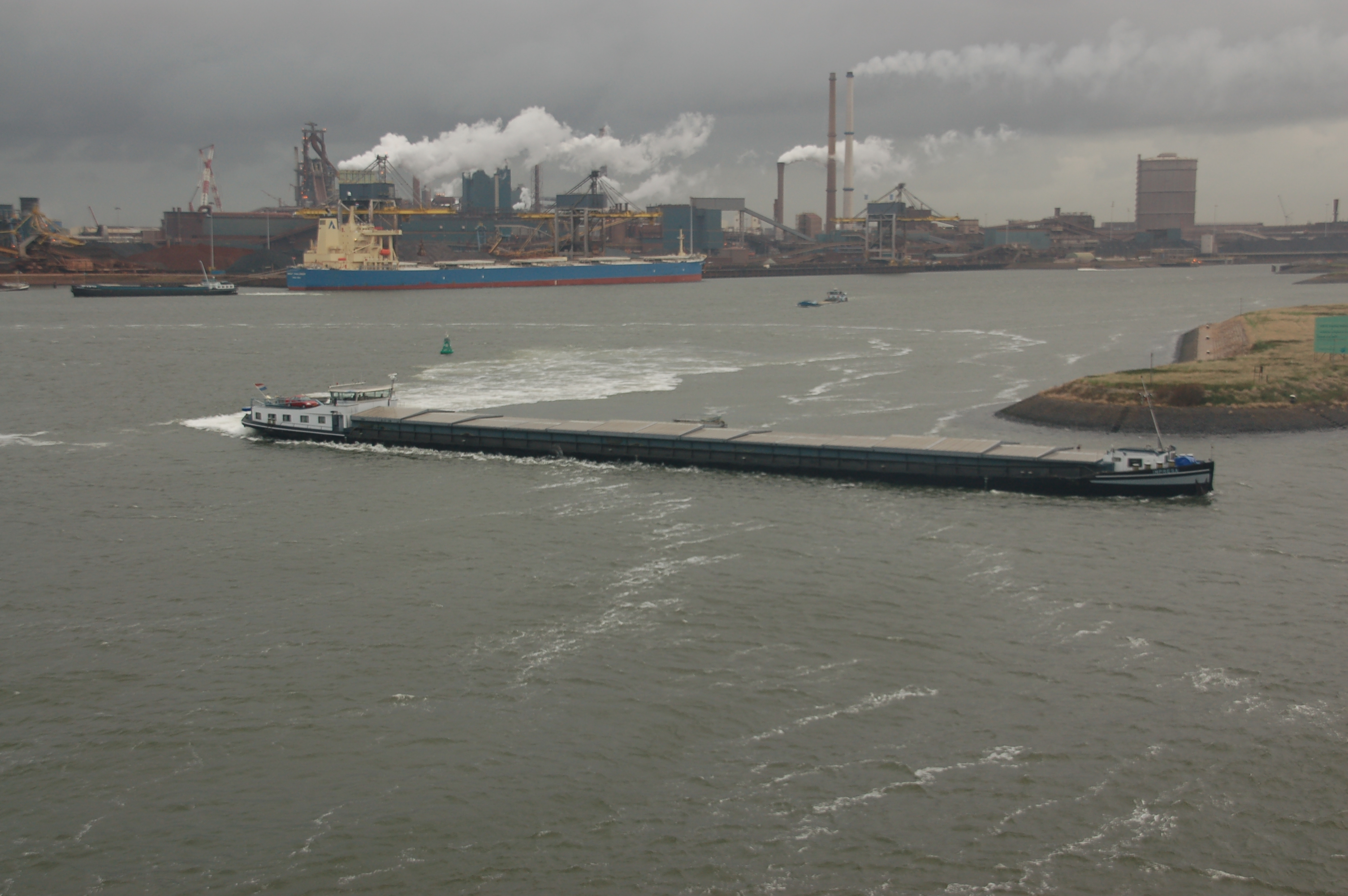
Barcassa autopropulsada al port de IJmuiden, Països Baixos
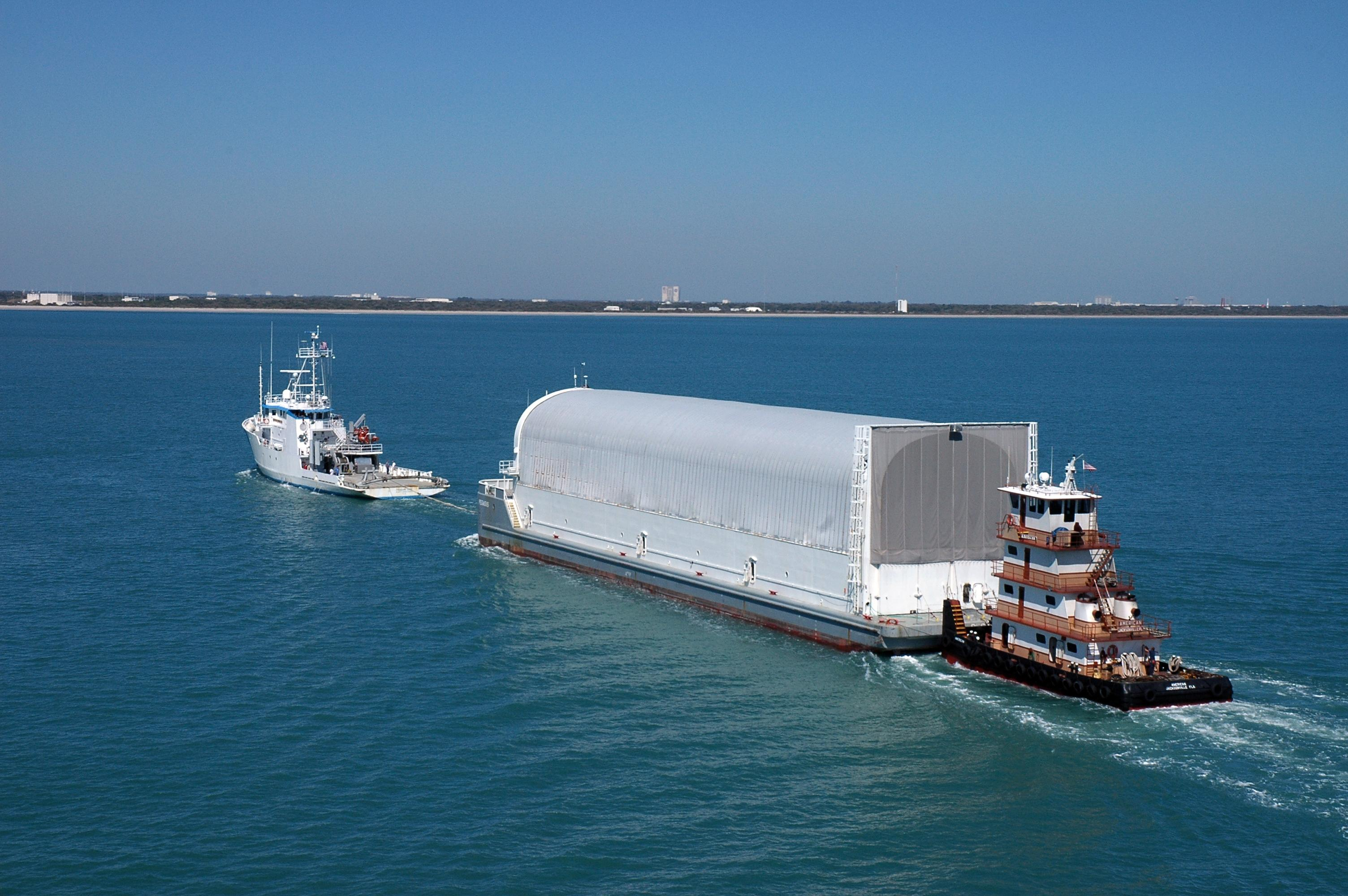
Barcassa de coberta[1] transportant el tanc extern del Transbordador espacial per a STS-119 a remolc fins a Port Canaveral, Florida, Estats Units
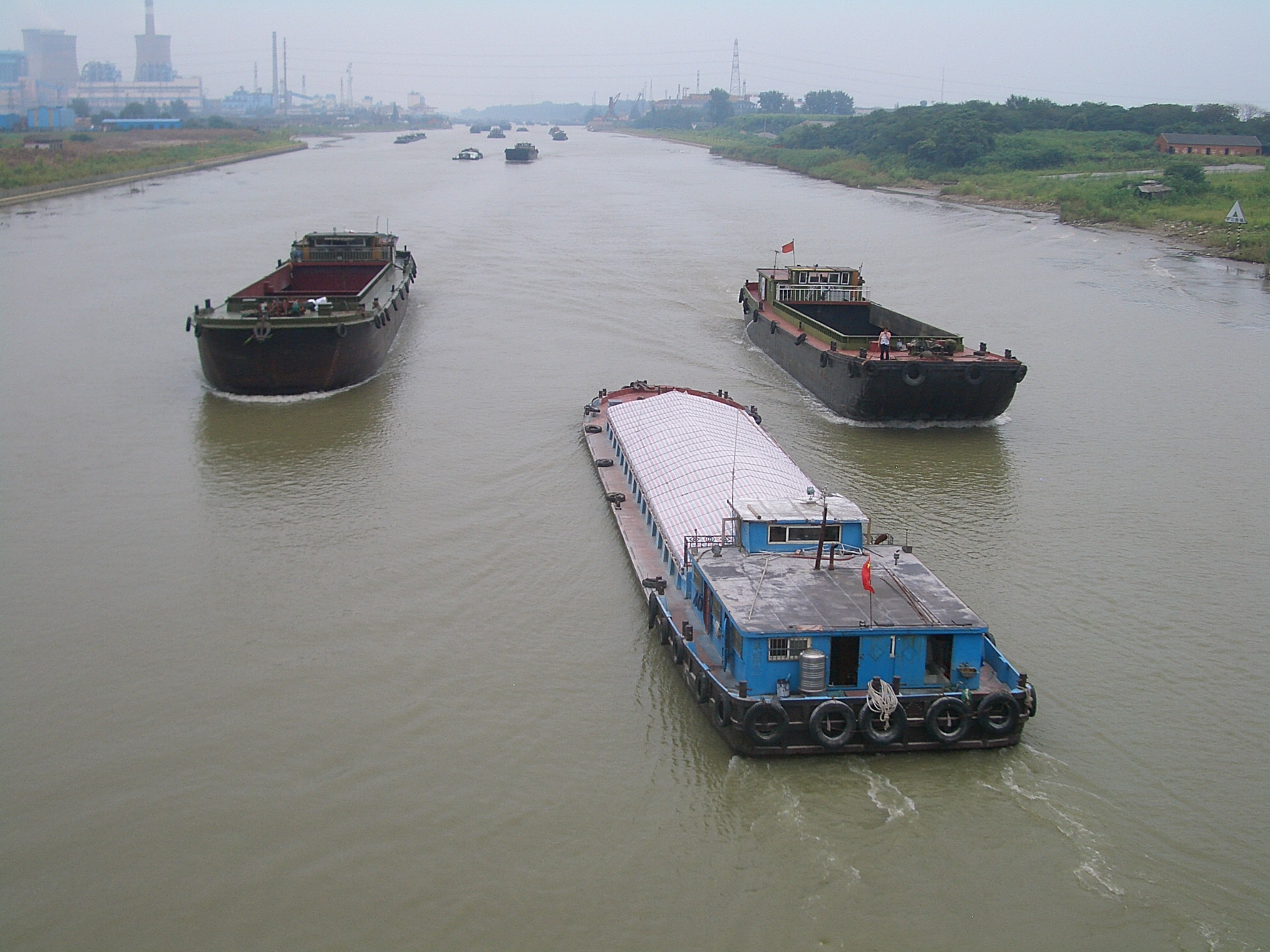
Barques autopropulsades al Gran Canal de la Xina prop de Yangzhou, Jiangsu, Xina
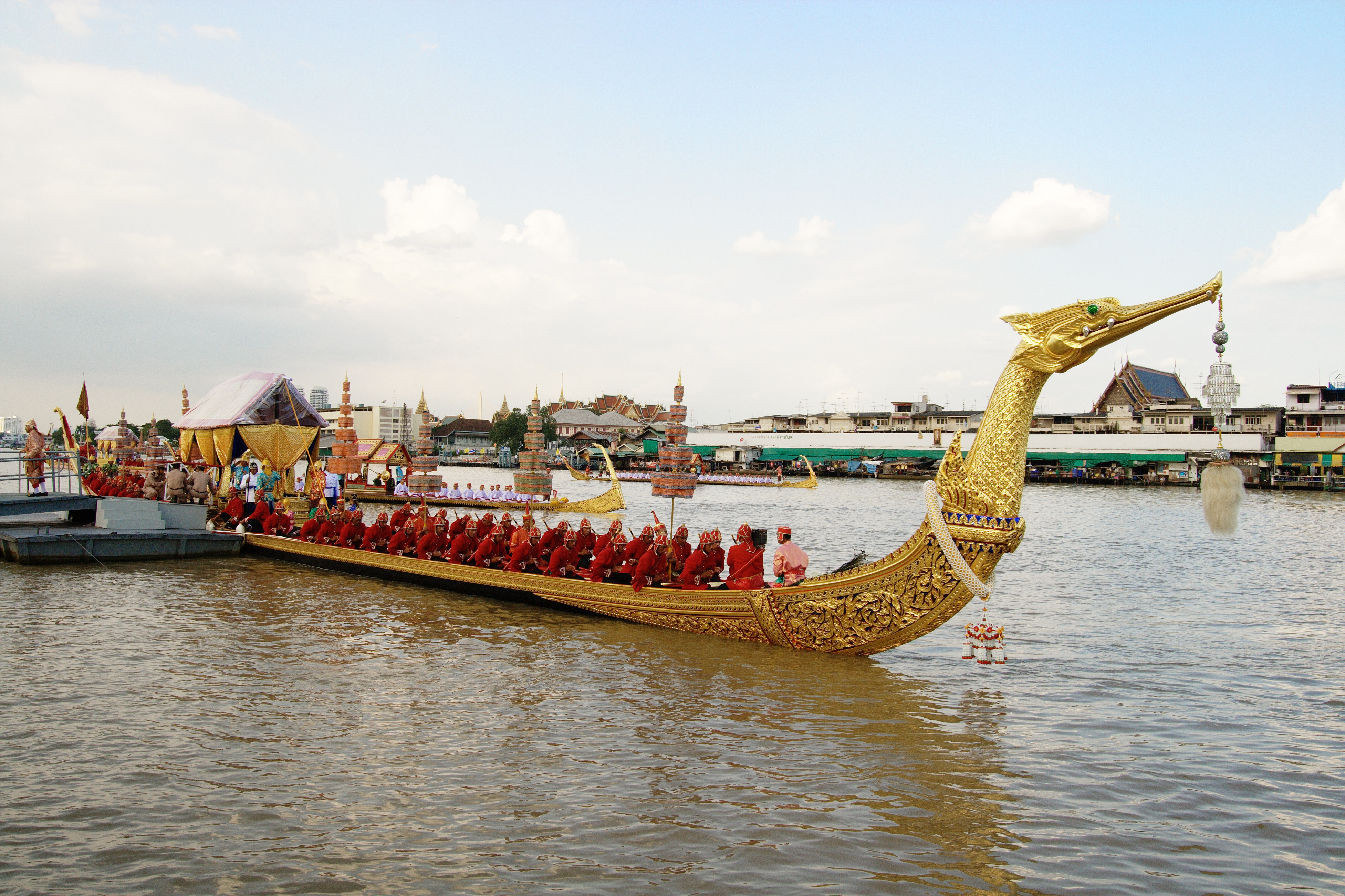
Barcassa Reial Suphannahong atracat al moll de Wat Arun, una de les barcasses reials de Tailàndia presentades a la cerimònia de les barcasses reials